# Шушлюндур
Шушлюндур (баш.  ) — упразднённый посёлок в Краснокамском районе БАССР. Включён до 1940 года в состав села Шушнур, в XXI веке — административного центра Шушнурского сельсовета Республики Башкортостан Российской Федерации. Жили марийцы (1920).

## География
Расположено на реке Кунь.

## История
Основан марийцами по договору о припуске в 18 в. на вотчинных землях башкир Гарейской волости Казанской дороги.
Входил на 1865 год в сельское общество Шушнурское Кутеремской волости Бирского уезда Уфимской губернии.
В 1906 зафиксировано 383 человека, отмечена бакалейная лавка.
После революции был в составе Каинлыковской волости Бирского кантона.
После создания районной сетки входил в Калтасинский район. 28 декабря 1938 года из Калтасинского района в Краснокамский был передан Шушнурский сельсовет.
В эти, 1930-е годы, деревня присоединилась к с. Шушнур.

## Население
В 1865 в 40 дворах проживало 209 человек (учтены марийцы, татары и тептяри). В 1906 году — 383 человека, в 1920—371.

## Инфраструктура
Занимались земледелием, скотоводством, пчеловодством. Были 3 водяные мельницы.

## Транспорт
Вблизи села Шушнур проходит автодорога Дюртюли (М7) — Нефтекамск.